# Bairro de S. Miguel (Lisboa)
O Bairro de São Miguel, na freguesia de Alvalade, em Lisboa, a sul da Avenida dos EUA e a poente da Avenida de Roma, é uma zona habitacional que foi desenvolvida entre 1949 e 1951 pelo Arq.º Miguel Simões Jacobetty Rosa (o nome vem até do seu nome, pois os operários diziam sempre "o bairro do Sô Miguel", tendo depois ficado com o nome de Bairro de São Miguel), correspondendo no seu edificado à proposta de melhor qualidade da designada arquitetura de regime desenvolvida no Bairro de Alvalade.
A disposição urbana deste conjunto foi proposta em acordo com as indicações do plano de urbanização, sendo a maioria das casas realizadas ao abrigo da figura das casas de renda limitada, modelo criado pelos Decretos-Lei 36212, 36213 e 36214 de 1947.
O programa de casas de renda limitada consistia genericamente na fixação prévia da renda total máxima a cobrar pelo arrendamento das habitações, concedendo a Câmara Municipal de Lisboa incentivos vários aos construtores. Estes, iam desde o baixo preço do solo já urbanizado - no caso, frequente, de se edificarem as habitações em lotes municipais alienados para o efeito -, à assistência técnica e garantia de fornecimento de materiais de construção (particularmente importante nos anos do pós-guerra) e ainda a isenção de taxas fiscais. Em contrapartida, para os construtores, esta modalidade de habitação implicava quase sempre a obediência estrita ao projeto arquitetónico fornecido pela Câmara Municipal de Lisboa(vendido juntamente com o lote de terreno) e o acompanhamento direto do processo de construção pelos serviços municipais.
O seu desenho e arquitetura deste Bairro recorre a diversos elementos utilizados pelo mesmo autor (Arq.º Miguel Simões Jacobetty Rosa) nas casas de renda económica, nomeadamente o mesmo tipo de vãos, de materiais, o recurso ao soco na ligação do edifício à terra, a utilização da tipologia esquerdo-direito, a simetria da fachada, com zona de varandas balançadas no centro, etc. Apresenta, no entanto, a significativa diferença de agora dispor de maior 'folga' em termos de áreas, o que veio a permitir uma maior generosidade na organização das várias partes do prédio (entrada, átrio, caixa de escadas, desenvolvimento do fogo).
Atualmente conhecido por Bairro de São Miguel, esta zona tratou-se da cédula VII do Plano de Urbanização do Bairro de Alvalade, sendo uma das últimas cédulas do plano a ser objeto de estudo parcial, sendo os seus arruamentos objeto de definição apenas no ano de 1949.
Imediatamente após essa definição, entre 1950 e 1951, é realizado o Estudo de distribuição de lotes e projetos de edifícios da cédula 7 do Sítio de Alvalade, pela mão dos arquitetos Miguel Simões Jacobetty Rosa e Sérgio de Andrade Gomes. Este estudo não é mais do que uma proposta de distribuição de prédios-tipo com base no estabelecido no plano parcial de 1949, com alteração pontual nos tipos de prédios a implantar. Em paralelo, são desenvolvidos quatro tipo de prédios (A, B, C e D), em substituição, respetivamente, dos tipos 2, 3, 6 e 9, definidos em 1949 (Casas de Renda Económica), aos quais acresce um tipo de prédios para as situações de exceção (tipo E), e uma variante para as situações de gaveto (tipo EG). Mais uma vez, o recurso a projetos-tipo repetíveis em áreas limitadas resultou numa forte unidade visual no espaço urbano.
Verificamos que a célula 7 foi uma das últimas a ser executada, com um desenho urbano de standard mais elevado (atente-se na quase inexistência de ruas sem saída), com perfis transversais generosos, por norma enquadrados por faixas arborizadas (com projeto do arquitecto paisagista Gonçalo Ribeiro Telles) e com uma moldura construída (prédio e moradias) de elevada qualidade, ao nível do que melhor se fez em Alvalade.
No topo nordeste desta área mantém-se a proposta de ocupação de moradias, sendo realizada a sua divisão em lotes, os quais foram posteriormente vendidos em hasta pública, tendo sido construídas moradias de renda livre. Na entrada da cédula 7, a partir da Av. Estados Unidos da América (topo noroeste) decorreu um processo semelhante, com a variante de as moradias nunca terem sido construídas, sendo substituídas posteriormente por edifícios coletivos.
Para o centro deste bairro, o Arq.º Rui Jervis Atouguia, a partir de 1949 (data da encomenda por parte do município), projeta uma Escola Primária com 16 salas de aulas, construída entre 1953 e os inícios de 1955, com a supervisão do engenheiro Agostinho Gaspar, que constitui uma opção modernista na forma como se implanta no terreno, no aproveitamento das condições de iluminação natural, na escolha do mobiliário ou dos materiais de construção. Além das coberturas planas e da acentuada horizontalidade do conjunto, o projeto seria acompanhado por estudos de insolação relativos às salas de aula, em cujos vãos se introduziria uma inovação que teria continuidade noutros projetos congéneres: o famoso sistema de placas pivotantes de inspiração brasileira que regulavam entrada de luz solar e asseguravam correta insolação e proteção térmica do edifício.
Em termos de arquitetura escolar, a Escola Primária do Bairro de São Miguel é uma obra de rutura em relação ao que até aí se tinha realizado, rompendo os figurinos, mais ou menos alinhados, com os ideais do regime do Estado Novo, que se corporizam nas estandardizadas escolas "Regionais" e dos "Centenários" (arquitetos Rogério de Azevedo, Raul Lino, Fernandes de Sá, etc.), obedecendo no entanto a um programa previamente estabelecido e particularmente rígido no seu princípio da separação de sexos. No que ao partido urbano respeita, a escola abandona o esquema habitual (como acontece nas escolas n.º 1 e n.º 2 de Alvalade) de se constituir como marco urbano (atente-se na dificuldade/impossibilidade de encontrar a fachada principal), que procurava compromissos ao nível de alinhamentos e enfiamentos visuais. Assume, agora, um partido estritamente funcional, neutro em termos urbanos, seja pela assumida horizontalidade das massas construídas, seja porque todo o conjunto se remete para um segundo plano, atrás de faixas arborizadas.
Em 2018, a Câmara Municipal de Lisboa abriu procedimento de classificação da Escola Primária do Bairro de são Miguel, atual Escola Básica do 1.º ciclo n.º 24.
Junto a esta escola encontra-se a estátua "Maternidade" (c. 1961), da autoria da escultora Stela de Albuquerque. Trata-se aqui de um conjunto de duas figuras – uma mulher ajoelhada e uma criança – representadas nuas, estando a parte inferior do corpo da mulher pudicamente ocultada sob um clássico panejamento. A figura feminina é dominante, na sua postura estática, de tronco direito, e pose tutelar. A criança, à sua direita, inclina-se para a frente olhando uma pomba, símbolo de pureza e inocência.
Em 1953, na Praça Andrade Caminha, é fundado o Colégio Eduardo Claparède, sendo seus sócios fundadores Rosa Bemfeito, João dos Santos e Afonso Gouveia, especializado no apoio pedagógico e terapêutico a crianças e jovens com necessidades educativas especiais. Por sua vez, em 1962, é fundado na Travessa Henrique Cardoso, mais tarde transferido para a Praça Gonçalo Trancoso, o Infantário N.ª Senhora da Purificação.
Entre 1952 e 1963, viveu na Rua António Ferreira (n.º 7) o escritor Aquilino Ribeiro, tendo aí trabalhado em obras como "A Casa Grande de Romarigães", "Quando os lobos uivam", "Um escritor confessa-se" e "O livro de Marianinha" e organizado uma uma intensidade de tertúlias literárias e culturais, de resistência ao Estado Novo, onde acabaria por falecer em 27 de maio de 1963. Em 2019, foi no seu prédio descerrada uma lápide de homenagem, bem como inaugurado no bairro um mural artístico, da autoria da artista Kruella d’Enfer, alusivo à obra “Romance da Raposa”, junto à Travessa Henrique Cardoso (n.º 39). Em 22 de novembro de 1969, Jaime Nogueira Pinto, apoiado por Arnaldo Miranda Barbosa funda o jornal Política, o qual tem a sua sede na Rua Diogo Bernardes e definiu para si mesmo uma atitude crítica perante a chamada «primavera marcelista» e a reforma do regime. Também neste bairro, em casa do arquiteto  Nuno Teotónio Pereira, foi organizada a ação da Capela do Rato, em dezembro de 1972. Também aqui viveu Mário Moniz Pereira, um dos grandes impulsionadores do atletismo em Portugal .
Na Praça Andrade Caminha, encontra-se instalada a Casa Provincial das Religiosas do Sagrado Coração de Maria, que tem também uma comunidade provincial instalada na Rua Frei Tomé de Jesus.
Segundo um estudo do Instituto Superior Técnico (InSity - Indicadores de Mobilidade Urbana), o Bairro de São Miguel, num conjunto de seis bairros, que também envolveu Campo de Ourique, Restelo e Parque das Nações Sul, Norte e Centro, é aquele que apresenta "a melhor acessibilidade de carro"..
Dispõe de parque infantil no Jardim da Praça Andrade Caminha, objeto de requalificação em 2018.

## Arruamentos
| - Praça Andrade Caminha - Praça Francisco de Morais - Praça Gonçalo Trancoso - Rua Alfredo Cortês - Rua António Ferreira - Rua Diogo Bernardes - Rua Fernão Álvares do Oriente - Rua Frei Amador Arrais - Rua Frei Tomé de Jesus - Rua Jerónimo Corte-Real - Rua Jorge Ferreira de Vasconcelos |